# Московский Художественный театр имени А. П. Чехова
Моско́вский Худо́жественный теа́тр и́мени Анто́на Па́вловича Че́хова (МХТ имени А. П. Чехова) — московский драматический театр, образованный в 1987 году после разделения МХАТ СССР имени Максима Горького на два театра. С 1989 года носит имя Антона Павловича Чехова, одного из своих главных авторов. В 2004 году вернулся к историческому названию «Московский Художественный театр», отказавшись от звания «академический».
Художественный руководитель — директор — Константин Юрьевич Хабенский, народный артист Российской Федерации (с 28 октября 2021).

## Названия
Единый театр
- Художественно-общедоступный театр (1898—1901)
- Московский Художественный театр (1901—1919)
- Московский Художественный академический театр (1919—1932)
- МХАТ СССР имени Максима Горького (1932—1989)

Названия после разделения
- МХАТ имени Антона Павловича Чехова (1989—2004)
- МХТ имени Антона Павловича Чехова (с 2004 года)[7]

## История

### Театр при Олеге Ефремове (1987—2000)

Актёр и театральный режиссёр Олег Ефремов, 1950-е годы

МХАТ СССР был создан в 1987 году после подписания приказа № 383 министром культуры СССР Василием Захаровым. По этому документу театр официально разделился на два: МХАТ имени Максима Горького на Тверском бульваре под руководством Татьяны Дорониной и МХАТ имени Антона Чехова (ещё два года после разделения он тоже носил имя Горького) в Камергерском переулке. Его руководителем был назначен театральный режиссёр, народный артист СССР Олег Ефремов. В этом же году состоялась премьера спектакля «Перламутровая Зинаида», поставленного Ефремовым.
В 1989 году МХАТ получил имя Чехова. В 1996 году указом президента России Б. Н. Ельцина театр был добавлен в список объектов культурного наследия России. 16 июня 1997 года Правительство России утвердило устав театра и официально назначило художественным руководителем МХАТ имени Чехова Олега Николаевича Ефремова.
24 мая 2000 года художественный руководитель театра Олег Ефремов скончался.

### Театр при Олеге Табакове (2000—2018)
После смерти О. Ефремова в 2000 г. художественным руководителем МХАТ им. А. П. Чехова стал народный артист СССР Олег Табаков, взявший курс на обновление репертуара и труппы, и привлечение в театр широкого круга зрителей. Ставки были сделаны как на классические произведения мировой драматургии — «Белая гвардия», «Гамлет», «Вишнёвый сад», «Господа Головлёвы», «Король Лир», «Тартюф», «Иванов», «Васса Железнова», «Женитьба», «Зойкина квартира», так и на современную отечественную и зарубежную драматургию — на сцене театра шли пьесы Ольги Мухиной, братьев Пресняковых, Михаила и Вячеслава Дурненковых, Василия Сигарева и других авторов.
В труппу по приглашению Табакова вошли Ольга Яковлева, Авангард Леонтьев, Алла Покровская, Валерий Хлевинский, Владимир Краснов, Марина Голуб, Сергей Сосновский, Борис Плотников, Дмитрий Назаров, Константин Хабенский, Михаил Пореченков, Анатолий Белый, Михаил Трухин, Алексей Кравченко, Ксения Лаврова-Глинка, Юрий Чурсин, Ирина Пегова, Фёдор Лавров, Максим Матвеев, Алексей Девотченко и др.
К созданию спектаклей стали привлекаться ведущие режиссёры: Миндаугас Карбаускис, Сергей Женовач, Виктор Рыжаков, Юрий Бутусов, Евгений Писарев, Адольф Шапиро, Владимир Машков, Кирилл Серебренников, Константин Богомолов, Марина Брусникина, Владимир Петров, Темур Чхеидзе, Тадаси Судзуки, Дмитрий Брусникин, Лев Эренбург, Антон Яковлев, Марат Гацалов, Василий Бархатов, Сергей Пускепалис, Алла Сигалова, Дмитрий Крымов и другие.
И постановки, и режиссёры регулярно участвуют и становятся лауреатами престижных театральных фестивалей, таких как «Золотая маска», «Хрустальная Турандот», «Черешневый лес», фестиваль фонда Константина Станиславского, премия «Чайка» и другие.
В 2001 году в доме 3-А по Камергерскому переулку была открыта Новая сцена театра, предназначенная для экспериментальных постановок. Она стала третьей сценой театра, дополнив Основную и Малую сцены.
В 2004 году театр вернулся к историческому названию Московский Художественный театр (МХТ), убрав из названия слово «академический».
В 2006—2007 годах по инициативе Олега Табакова была проведена крупномасштабная реконструкция Основной сцены и зала, благодаря чему МХТ стал одним из самых технически оснащённых театров мира: в процессе работ обновили верхние и нижние механизмы сцены, звуковое и светотехническое оборудование.
В 2010 году МХТ ограниченным тиражом выпустил памятную медаль к 150-летию Чехова. Награду вручали выдающимся деятелям культуры России и зарубежных стран за личный вклад в развитие искусства, сохранение памяти творчества Чехова. В том же году на Основной сцене состоялся юбилейный вечер «Наш Чехов», поставленный Евгением Писаревым по письмам драматурга и основателей Художественного театра.
К юбилею Константина Станиславского в 2012 году при поддержке Министерства культуры был запущен интернет-проект «Наследие Художественного театра. Электронная библиотека». В открытый доступ были выложены книги издательства «Московский Художественный театр», а также теле- и киноверсии спектаклей, серии телепрограмм, созданные телеканалом «Культура» в 1990—2000 годы.
В 2012—2013 годах к 150-летию основателя МХТ был осуществлён проект «Год Константина Станиславского в Художественном театре», включавший в себя международный фестиваль актёрских школ «Открытый урок: Станиславский продолжается», международную научную конференцию «Станиславский и мировой театр», режиссёрскую лабораторию «Здесь и сейчас». В день юбилея — 17 января 2012 года — на Основной сцене был сыгран спектакль-посвящение «Вне системы» (режиссёр Кирилл Серебренников).
Среди многочисленных специальных проектов театра можно выделить вечер к 150-летию Владимира Немировича-Данченко (2008, режиссёр Евгений Писарев), симфонический перформанс «Реквием», приуроченный к 65-летию Победы (2010, режиссёр Кирилл Серебренников), вечера памяти Олега Ефремова (2012 — «Если я честный, я должен» в постановке Дмитрия Чернякова, 2017 — «Наш Ефремов» в постановке Николая Скорика), режиссёрские лаборатории «Современный актёр в современном театре», «Новые сказки»; международные проекты «Впервые на русском», посвященные современной французской, испанской, немецкой, финской драматургии и режиссуре; проект «Французский театр. Комедии». 2018-й год стал «Годом Горького в МХТ» — программа Года включала в себя режиссёрскую лабораторию «Горький. Проза», документальный спектакль-посвящение «Солнце всходит» (режиссёр Виктор Рыжаков), лекции и другие мероприятия.
На протяжении 20 лет в театре проводятся поэтические и литературные вечера из цикла «Круг чтения» (идеолог и режиссёр — Марина Брусникина), посвящённые современной и классической прозе, поэзии и драматургии. В рамках «Круга чтения» проходили вечера, посвященные Давиду Самойлову, Иосифу Бродскому, Белле Ахмадулиной, Андрею Вознесенскому, несколько лет подряд проводилась «Ночь поэзии», а также вечер «Пространство прозы», проходивший одновременно на всех трех сценах театра. В 2015 году вечер из цикла «Круг чтения» открывал Год литературы в России.
Ещё в августе 1998 года мэр Москвы Юрий Лужков подписал приказ о сооружении памятника Чехову приуроченного к 100-летию МХТ. Созданный по проекту народного художника СССР Михаила Аникушина, памятник установили в Камергерском переулке напротив театра. В сентябре 2014 года по инициативе Табакова неподалёку от здания театра при пересечении Камергерского переулка и Тверской улицы был открыт памятник основателям МХТ Владимиру Немировичу-Данченко и Константину Станиславскому, созданный архитектором Алексеем Морозовым. Памятник представляет собой двухфигурную композицию со стелой на постаменте. Внизу стелы — доска с латинской надписью: перевод начала монолога чеховской Нины Заречной «Люди, львы, орлы и куропатки, рогатые олени…» из пьесы «Чайка».
В 2006-м театр профинансировал установку мемориальной доски на доме 5/7 в Глинищевском переулке, где жил народный артист СССР Марк Исаакович Прудкин, проработавший в театре 75 лет.
12 марта 2018 года скончался директор и художественный руководитель театра Олег Табаков.

### Театр при Сергее Женоваче (2018—2021)
Приказом министра культуры от 23 марта 2018 директором и художественным руководителем театра с 23 апреля 2018 был назначен театральный режиссёр, заслуженный деятель искусств РФ Сергей Васильевич Женовач.
26 октября 2018 года в фойе театра был открыт бюст Олега Табакова.
27 октября 2021 года Женовач оставил пост художественного руководителя — директора театра.

### Театр при Константине Хабенском (с 2021 года)
28 октября 2021 года новым художественным руководителем — директором театра назначен народный артист России Константин Хабенский. После полномасшатабного нападения РФ на соседнюю Украину из планов театра исчезли премьеры тех, кто не поддерживал войну с Украиной, а в оставшихся спектаклях были удалены имена неугодных режиссёров — Дмитрия Крымова, Кирилла Серебренникова и Александра Молочникова, вместо них возле имени режиссёра стали писать не имя, а «РЕЖИССЕР». В январе 2023 года Хабенский уволил из театра народного артиста России Дмитрия Назарова и заодно и его жену заслуженную артистку России Ольгу Васильеву из-за антивоенной позиции Дмитрия Назарова и, по мнению Хабенского, «антироссийских настроений».
В 2023 году учреждена Премия Художественного театра, направленная на поддержку и популяризацию молодых деятелей искусств. Первая церемония награждения состоялась 27 марта 2023 года.

## Состав театра

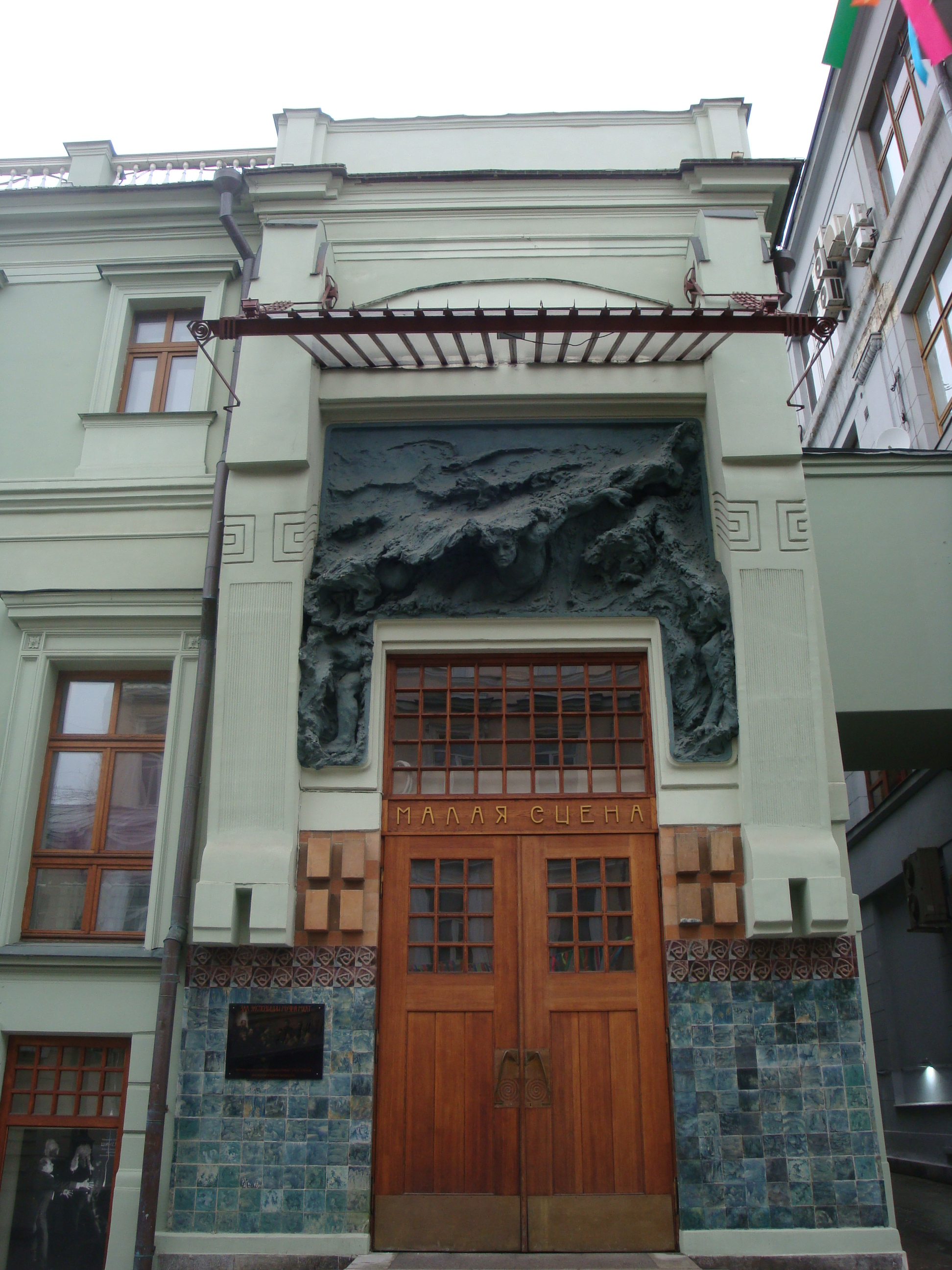
Здание Художественного театра с барельефом на фасаде, 2014 год

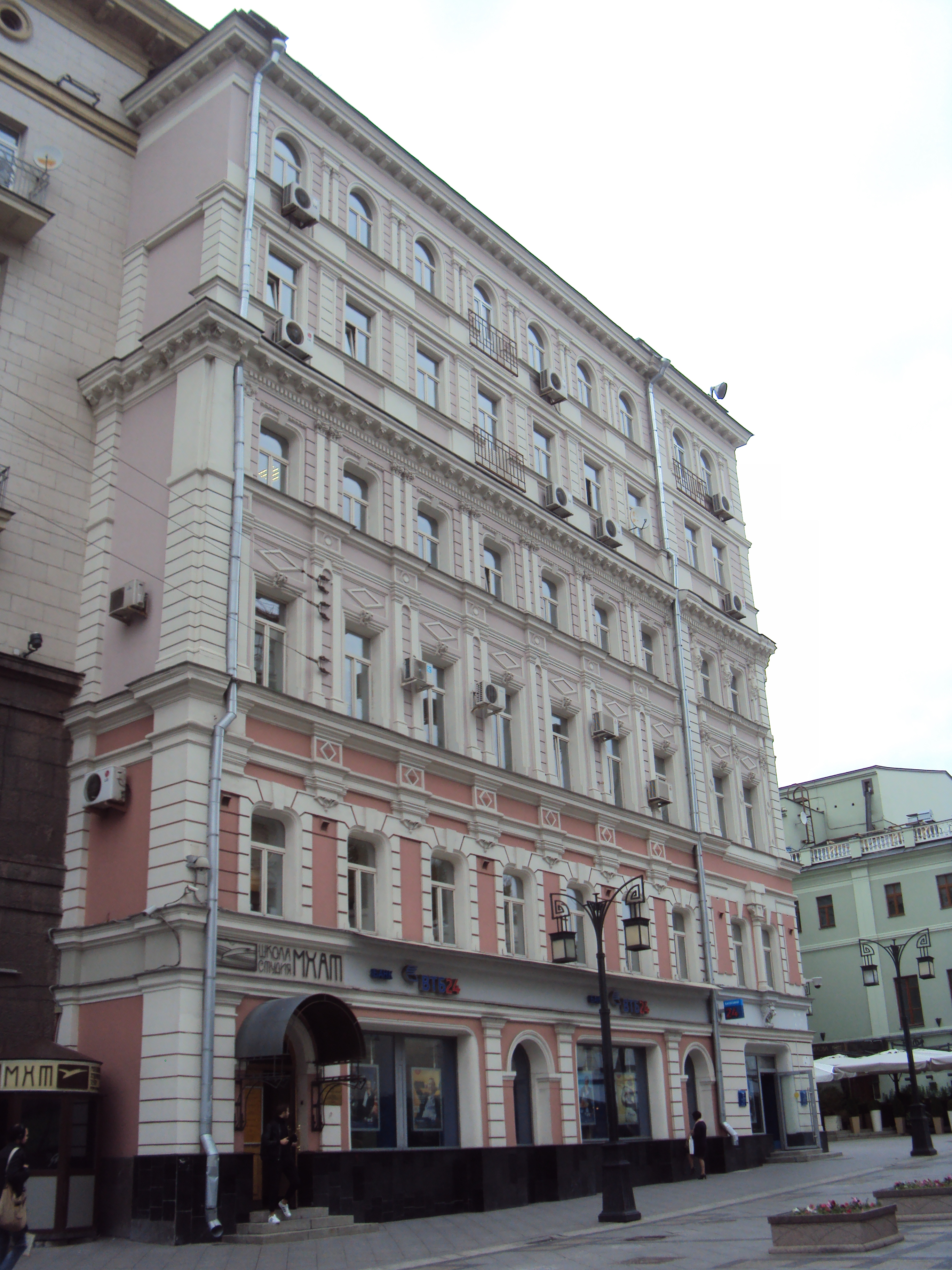
Школа-студия имени Вл. И. Немировича-Данченко, 2015 год

### Здания
Здание театра является памятником архитектуры XVIII века, построенным во времена правления Екатерины II: по легенде в XIV веке, земля, на которой стоит здание, принадлежала полководцу Дмитрия Донского — Иакинфу Шубе. В 1767 году в Камергерском переулке для князя Петра Одоевского был построен особняк в стиле ампир, который несколько раз перестраивали в XIX веке. В 1882 году по заказу купца Георгия Лианозова архитектор Михаил Чичагов изменил здание, сделав из него Камерный театр.
В 1902 году архитектор Фёдор Шехтель реконструировал здание специально для МХТ. Его изначальный проект выполнили частично: переделали интерьеры, светильники, двери, оконные переплёты. Над входом установили барельеф «Пловец», который выполнила скульптор Анна Голубкина. Фёдор Шехтель также исполнил эскизы занавеса и эмблемы театра. Незадолго до Октябрьской революции в 1914 году рядом с основным зданием архитектор построил коммерческий дом, который в 1938-м передали МХАТ, на сегодняшний день в нём находится музей театра и учебная сцена.
Очередную реконструкцию здания провели в 1977—1987 годах под руководством архитектора Саломеи Гельфер — восстановили интерьеры, возвели новую сцену, пристроили корпус с административными и подсобными помещениями, создали малую сцену.
Весной 2015 года на пересечении проспекта Андропова с Нагатинской улицей рядом со станцией метро «Коломенская» была заложена капсула на месте нового 9-этажного здания филиала МХТ, открытие планировалось на 2018 год. В здании должны были располагаться зрительный зал-трансформер на 647 мест, большой и малый репетиционные залы, ресторан и буфет для зрителей, служебные помещения.

### Музей МХАТ
С 1923 существует музей МХАТ. Основу его собрания составил фонд документов по истории театра вместе с личными фондами Станиславского, Немировича-Данченко и других крупных деятелей Художественного театра. Вначале музей располагался в здании театра, с 1939 года — в Камергерском переулке, д. 3-а (здание — 1914 года, архитектор Ф. О. Шехтель). В 1923—1952 годах музей возглавлял Н. Д. Телешов, в 1952—1968 годах — Ф. Н. Михальский (прототип администратора Фили из «Театрального романа» М. А. Булгакова). В музее, помимо исторических документов, находятся произведения театрально-декорационного искусства, мемориальные предметы, связанные с историей и современной творческой деятельностью Художественного театра.
В структуре музея: отдел рукописных фондов и книжных коллекций, отдел изобразительных фондов и мемориально-исторических коллекций, отдел экскурсионно-лекционной работы; филиалы — Дом-музей К. С. Станиславского (Леонтьевский переулок, 6) и Музей-квартира Вл. И. Немировича-Данченко (Глинищевский переулок, 5/7). При музее действует библиотека (около 13 тыс. единиц хранения).

### Школа-студия МХАТ имени Вл. И. Немировича-Данченко
В 1943 году по инициативе Владимира Немировича-Данченко при театре был открыт театральный вуз — Школа-студия МХАТ, ныне — одна из ведущих театральных школ мира.
Первым ректором был Василий Сахновский, затем Школу возглавляли Вениамин Радомысленский (1945—1980), Олег Табаков (2000—2018). С 2000 года вузом руководил доктор искусствоведения Анатолий Смелянский, с 2013 года — актёр, заслуженный артист РФ Игорь Золотовицкий.
Школа-студия включает в себя актёрский факультет, факультет сценографии и театральной технологии, продюсерский факультет.

### Филиалы
23 апреля 2018 года министр культуры Российской Федерации Владимир Мединский объявил, что «Студия театрального искусства» Сергея Женовача станет филиалом МХТ имени А. П. Чехова.

## Труппа

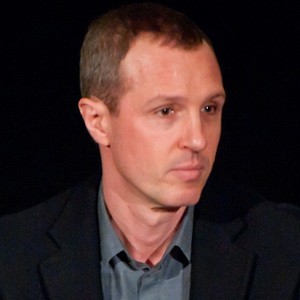
Игорь Верник, 2012 год

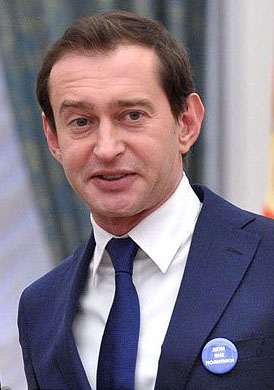
Константин Хабенский, 2012 год

Михаил Пореченков, 2015 год

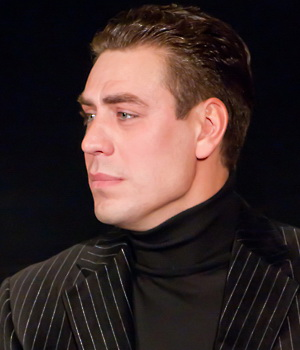
Дмитрий Дюжев, 2012 год

### Народные артисты России
- Игорь Верник
- Нина Гуляева
- Евгения Добровольская †
- Наталия Егорова
- Вячеслав Жолобов
- Евгений Киндинов
- Алексей Кравченко
- Владимир Краснов
- Авангард Леонтьев
- Станислав Любшин
- Раиса Максимова
- Михаил Пореченков
- Наталья Тенякова
- Константин Хабенский
- Николай Чиндяйкин
- Ольга Яковлева[59]

### Заслуженные артисты России
- Алексей Агапов
- Станислав Дужников
- Игорь Золотовицкий
- Галина Киндинова
- Янина Колесниченко
- Борис Коростелев
- Римма Коростелёва
- Наталья Кочетова
- Виктор Кулюxин
- Дарья Мороз
- Ирина Пегова
- Наталья Рогожкина
- Александр Семчев
- Владимир Тимофеев
- Олег Тополянский
- Валерий Трошин
- Михаил Трухин
- Алёна Хованская
- Эдуард Чекмазов
- Дарья Юрская[60][61]

### Артисты
- Паулина Андреева
- Армен Арушанян
- Кристина Бабушкина
- Надежда Борисова
- Андрей Бурковский
- Артём Быстров
- Алексей Варущенко
- Павел Ващилин
- Юлия Витрук
- Артём Волобуев
- Павел Ворожцов
- Ольга Воронина
- Яна Гладких
- Нина Гусева
- Мария Зорина
- Мария Карпова
- Юлия Ковалёва
- Светлана Колпакова
- Алексей Краснёнков
- Ростислав Лаврентьев
- Ксения Лаврова-Глинка
- Ольга Литвинова
- Антон Лобан
- Яна Осипова
- Артём Панчик
- Владимир Панчик
- Александра Ребено́к
- Николай Сальников
- Анастасия Скорик
- Мария Сокова
- Данил Стеклов
- Ксения Теплова
- Кирилл Трубецкой
- Александр Усов
- Виктор Хориняк
- Юлия Чебакова
- Наташа Швец[62][63]

- Олег Гаас[64]

### Памятный знак «Чайка»
Традиция вручения памятных знаков родилась в 1901 году, когда первые памятные жетоны «Чайка» подарил А. П. Чехов актерам, игравшим в его пьесах «Чайка» и «Дядя Ваня».
В октябре 1908 года к десятилетию Московского Художественного театра выпустили значок «Чайка» с тремя портретами: Константина Станиславского, Владимира Немировича-Данченко и Саввы Морозова. Значок вручался всем прослужившим в МХТ 10 лет. В 1923 году к 25-летию МХТ его отцы-основатели приняли решение о награждении почетным юбилейным значком «Чайка» актеров, проработавших 15 лет в театре, и других работников за 25-летнюю службу.
В 2001 году художественный руководитель МХТ имени А. П. Чехова Олег Табаков ввел деление значков на золотые (30, 35 и 40 лет в театре), серебряные (25 лет) и бронзовые (15 лет), тем самым обозначив важность вклада мхатовцев в общее дело.
В 2019 году представили новый дизайн значков, его автором стал главный художник МХТ имени А. П. Чехова Александр Боровский — появились золотые «Чайки» с изумрудом — за 45 и 50 лет в МХТ, и золотые «Чайки» с бриллиантом — тем, кто служит в театре 55 лет и более.

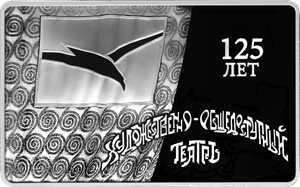
Монета Банка России, 2024 год.

В 2024 году Банк России выпустил прямоугольную серебряную монету номиналом 3 рубля, посвященую 125-летию театра, и на которой нанесен изображение исторического занавеса с фигурой летящей чайки, выполненное в технике лазерного матирования.